# Wilkańce
Wilkańce (lit. Vilkonys) − wieś na Litwie, w gminie rejonowej Soleczniki, 5 km na północny wschód od Ejszyszek, zamieszkana przez 110 ludzi. Przed II wojną światową w Polsce, w powiecie lidzkim województwa nowogródzkiego.